# HD 181433
HD 181433是一颗距离地球大约87光年的恒星，位于孔雀座。根据SIMBAD的记载，它的分类为K3III-IV，这说明它处于红巨星和亚巨星的交界区。而这与它的光度性质是不符合的，因为它的光度只有太阳的0.308倍。它在依巴谷星表中列出的光谱类型是K5V，也就是一颗矮星。截至2008年，已发现三颗太阳系外行星围绕它公转。现在我们对那些星系了解甚少。这颗恒星的名称来自于它在亨利·德雷伯星表中的编号。

## 行星系
2008年时天文学家宣布发现此恒星拥有三颗太阳系外行星，相关的论文于2009年发表。内侧的行星质量至少为地球的7.5倍，因此属于超级地球（这种分类方式只取决于质量，不意味着这颗行星有类似于地球的环境）。另外两颗行星都是气体巨行星。其中7.56倍地球质量的那颗行星轨道周期为9.3743天，0.64倍木星质量的那颗为962天，0.54倍木星质量的行星公转一周则长达2172天。这些数据都是不太确定的，因此限制第四颗行星的轨道位置范围还需要更多数据。
| 成員 (依恆星距離) | 质量       | 半長軸 (AU) | 轨道周期 (天)   | 離心率        | 傾角 | 半径 |
| ----------------- | ---------- | ----------- | --------------- | ------------- | ---- | ---- |
| b                 | ≥0.0238 MJ | 0.080       | 9.3743 ± 0.0019 | 0.396 ± 0.062 | —    | —    |
| c                 | ≥0.64 MJ   | 1.76        | 962 ± 15        | 0.28 ± 0.02   | —    | —    |
| d                 | ≥0.54 MJ   | 3.00        | 2172 ± 158      | 0.48 ± 0.05   | —    | —    |